# 선전 지하철 11호선
선전 지하철 11호선(중국어 간체자: 十一号线, 정체자: 十一號線, 한어 병음: Shíyī hào xiàn, 월병: Sap6 Jat1 Hou6 Sin3) 또는 공항선(중국어 간체자: 机场线, 정체자: 機場線, 한어 병음: Jīchǎng xiàn, 월병: Gei1 Coeng4 Sin3)은 2016년 6월 28일에 영업을 시작한 선전 지하철의 노선 중 하나이다. 11호선은 길이 53.1km에 총 19개의 역이 있으며, 푸톈의 CBDs, 난샨, 창하이에서 선전 바오안 국제공항과 푸융, 사징, 숭강 교외까지 연결한다. 11호선은 선전의 서해안에서 도심 지역에 이르는 광역권 급행 노선과 공항철도의 역할을 맡고 있다. 선전 지하철의 다른 노선과 비교할 때, 11호선은 더 빠른 속도로 운행하기 위해 역간 거리가 더 길다. 11호선의 열차는 120km/h로 달리며 다른 노선보다 최대 50% 빠르다. 2012년 4월부터 11호선 건설이 시작되어, 2016년 3월말 시운전이 시작되었다. 기차는 출퇴근 시간에는 몇 가지 추가 열차 운행을 이용하여 8분 간격으로 운행되며, 푸톈에서 공항까지 30분이 소요된다.

## 역사
2007년에는 "선전시 성시궤도교통건설규획(深
圳市城市轨道交通建设规划, 2011-2020)"이 처음으로 공개되어 11호선에 대한 계획이 포함되었다. 이 계획은 수이관선 성제궤도교통(穗莞深城际轨道交通)을 경유하여 둥관, 광저우 등의 서비스를 통해 선전 서부 해안을 따라 달리는 특급 도시철도 노선으로 계획하고 있다. 2008년 12월에는 당위원회 서기 왕양과 광둥 성 성장 황화화가 참석한 이 프로젝트에 대한 기공식이 거행되었다. 그러나, 지하철 프로젝트를 시외 노선과 통합하는 방법에 대한 의견 차이로 인해 설계 변경이 즉시 시작되었고, 그 결과로 프로젝트가 연기되었다.
2010년 7월, 중국철도총공사 장관 리우지준과 광둥성 부성장 주샤오단은 광동 철도 건설을 가속화하기 위해 회담을 가졌다. 결과는 주강 삼각주 광역 철도 네트워크를 건설하려는 새로운 계획이었다. 수이관선 성제궤도교통은 광역 철도에서 일반 철도 노선으로 재설계되었으며 더 이상 선전의 중심 지역으로 들어가지 않는다. 대신 수이관선 성제궤도교통은 공항역에서 11호선과 환승된다.

## 연혁
| 구간              | 개통일자         | 총연장   |
| ----------------- | ---------------- | -------- |
| 비터우 - 푸톈     | 2016년 6월 28일  | 51.94 km |
| 푸톈 - 강샤 북    | 2022년 10월 28일 | 53.11 km |
| 강샤 북 - 화창 남 | 2024년 12월 28일 | 58.69 km |

## 역 목록
| 역명(한자음)         | 역명(간자체) | 영문명           | 환승역                                 | 구간 거리 km | 누적 거리 km | 위치     |
| -------------------- | ------------ | ---------------- | -------------------------------------- | ------------ | ------------ | -------- |
| 비터우 (백투)        | 碧头         | Bitou            |                                        | 0.00         | 0.00         | 바오안구 |
| 쑹강 (송강)          | 松岗         | Songgang         | ■ 6호선 ■ 12호선                       | 1.90         | 1.90         | 바오안구 |
| 허우팅 (후정)        | 后亭         | Houting          |                                        | 2.30         | 4.20         | 바오안구 |
| 사징 (사정)          | 沙井         | Shajing          |                                        | 2.40         | 6.60         | 바오안구 |
| 마안산               | 马安山       | Ma'anshan        |                                        | 1.75         | 8.35         | 바오안구 |
| 탕웨이 (탕미)        | 塘尾         | Tangwei          |                                        | 1.75         | 10.10        | 바오안구 |
| 차오터우 (교투)      | 桥头         | Qiaotou          |                                        | 1.70         | 11.80        | 바오안구 |
| 푸융 (북영)          | 福永         | Fuyong           | ■ 12호선                               | 1.75         | 13.55        | 바오안구 |
| 공항 북              | 机场北       | Airport North    | SZX T4 (공사중) ■ 20호선 선전공항 북역 | 2.65         | 16.20        | 바오안구 |
| 공항                 | 机场         | Airport          | SZX T3                                 | 3.65         | 19.85        | 바오안구 |
| 비하이완 (백해완)    | 碧海湾       | Bihaiwan         |                                        | 7.00         | 26.85        | 바오안구 |
| 바오안 (보안)        | 宝安         | Bao'an           |                                        | 3.40         | 30.25        | 바오안구 |
| 첸하이완 (전해완)    | 前海湾       | Qianhaiwan       | ■ 1호선 ■ 5호선                        | 2.70         | 32.95        | 난산구   |
| 난산 (남산)          | 南山         | Nanshan          | ■ 12호선                               | 4.20         | 37.15        | 난산구   |
| 허우하이 (후해)      | 后海         | Houhai           | ■ 2호선 ■ 13호선                       | 1.90         | 39.05        | 난산구   |
| 훙수완 남 (홍수완남) | 红树湾南     | Hongshuwan South | ■ 9호선                                | 3.25         | 42.30        | 난산구   |
| 처궁먀오 (차공묘)    | 车公庙       | Chegongmiao      | ■ 1호선 ■ 7호선 ■ 9호선                | 5.75         | 48.05        | 푸톈구   |
| 푸톈 (북전)          | 福田         | Futian           | ■ 2호선 ■ 3호선 푸톈 역                | 3.10         | 51.15        | 푸톈구   |
| 강샤 북 (강하복)     | 岗厦北       | Gangxia North    | ■ 2호선 ■ 10호선 ■ 14호선              | 1.96         | 53.11        | 푸톈구   |
| 푸신 (복성)          | 福星         | Fuxin            |                                        |              |              | 푸톈구   |
| 화창 남 (화강남)     | 华强南       | Huaqiang South   | ■ 7호선                                |              |              | 푸톈구   |
|                      |              |                  |                                        |              |              |          |

## 철도 차량
공항선은 6량의 일반석과 2량의 비즈니스석을 포함하여 최대 속도 120km/h인 8량 객차(1101-1133호) 33대의 A형 차량을 사용할 예정이다. 2015년 7월 4일 1차 도입 열차는 8개월간 위임 작업을 완료했으며, 10대 열차는 2016년 3월 현재 중국중차 주저우 전력궤차에서 인도되었다. 최대 열차 수송량은 2564명이다.

### 비즈니스석
비즈니스석(商务车厢)은 2_2 배열의 리클라이닝 크로스시트와 커튼이 포함되며 공항 승객을 위한 수하물 선반을 갖추고 있다. 비즈니스석 승객은 MTR 동철선의 1등석과 유사하게 항공권에 대한 프리미엄을 지불해야한다. 비즈니스석 객차는 스크린도어 위의 짙은 회색 바닥 타일과 노란색 패널로 표시된다. 일반 등급 객차는 밝은 회색 바닥 타일과 문 위의 흰색 패널로 표시된다.

## 요금
두 종류의 요금이 11호선에 부과된다. 일반 등급의 요금은 다른 지하철 노선과 동일하다. 비즈니스 석은 일반 요금보다 3배 비싸다. 일반석 요금은 2-10 위안이며 비즈니스석은 6-30 위안이다. 환승 가능성 때문에, 선전 지하철의 최대 요금으로 35 위안까지 가능하다. 비즈니스석은 선전통(深圳通)을 유효성 검사기에 올리거나 노란색 토큰을 구입하여 탑승할 수 있다.(일반석의 토큰은 초록색이다.) 승객의 11%가 비즈니스석으로 탑승한다.

## 같이 보기
- 선전 지하철